# Far Rockaway – Mott Avenue
Far Rockaway – Mott Avenue – stacja końcowa metra nowojorskiego, na linia A. Znajduje się w dzielnicy Queens, w Nowym Jorku i zlokalizowana jest za stacją Beach 25th Street. Została otwarta 28 czerwca 1956.